# Västra Hallstahammar
Västra Hallstahammar är en av SCB år 2018 avgränsad och namnsatt tätort i Hallstahammars kommun, belägen väster om Kolbäcksån nordväst om centrala Hallstahammar. Området, som består av stadsdelarna Lustigkulla och Gröndal, räknades av SCB före 2018 som en del av tätorten Hallstahammar.